# Het Listerdale-mysterie
Het Listerdale-mysterie is een boek met kort verhalen geschreven door Agatha Christie. Het werk kwam oorspronkelijk uit in het Verenigd Koninkrijk in 1934 en werd uitgegeven door William Collins, Sons. Het boek verscheen niet in deze vorm op de Amerikaanse markt, hoewel de verhalen daar later in andere collectiebundels verschenen. In 1959 werd het boek gedeeltelijk vertaald naar het Nederlands en wordt sindsdien uitgegeven door Luitingh-Sijthoff. Ook de andere verhalen werden nadien vertaald naar het Nederlands.
Het verhaal Huize Filomeel ('Philomel Cottage') werd herschreven naar een toneelstuk en enkele keren verfilmd.

## Verhalen

### Het Listerdale-mysterie
(originele titel: The Listerdale Mystery)
Weduwe St. Vincent en haar kinderen Rupert en Barbara leven in beperkte omstandigheden. Nadat haar man zijn vermogen verloor door een verkeerde belegging en niet veel later stierf, werden ze genoodzaakt om vervallen kamers te huren. Enkel Rupert heeft een vaste job bij de gemeente aan het minimumloon. Barabara heeft een relatie met Jim Masterson. Ze ontmoette hem een jaar eerder tijdens een reis in Egypte die werd betaald door haar rijke nicht. Echter, Jim schaamt zich voor de omstandigheden waarin Barbara leeft.
Mevrouw St. Vincent vindt in de krant een advertentie betreffende een huis in Westminster en besluit dit te huren wegens de onwaarschijnlijk lage huurprijs. Omwille van hun financiële situatie stelt de makelaar een proefcontract op van 6 maanden. Barbara is opgelucht dat ze naar een mooie woning verhuizen, maar Rupert is achterdochtig omdat de vorige eigenaar, Lord Listerdale, achttien maanden eerder verdween. Volgens geruchten zou Lord Listerdale zich ergens in Afrika begeven al is daar geen sluitend bewijs van. Daarbij komt dat het huis wordt onderhouden met het geld van Lord Listerdale. Ook butler Quentin en twee andere bedienden worden met dat geld betaald. Verder stuurt een kennis van Listerdale, die in King's Cheviot woont, regelmatig exclusieve gerechten op.
Drie maanden later zijn Jim en Barbara verloofd en mevrouw St. Vincent is uiteraard tevreden met de huurwoning en bijhorende service. Rupert vindt het hele zaakje nog steeds verdacht en is ervan overtuigd dat Lord Listerdale niet in Afrika is, maar wellicht werd vermoord. Dit vermoeden wordt bevestigd wanneer hij met zijn motor op reis gaat en daarbij King's Cheviot passeert. Daar ontmoet hij een man met de naam Quentin. Hij beweert de voormalige butler te zijn van Lord Listerdale, maar enkele maanden geleden op pensioen ging. Hij beweert ook de man te zijn die regelmatig de gerechten stuurt. 
Rupert overtuigt Quentin om mee te gaan voor een confrontatie met de huidige butler. Dan blijkt dat de huidige butler in werkelijkheid Lord Listerdale is. Lord Listerdale was vroeger een egoïstische man die niets om anderen gaf. Hij besefte dat hij verkeerd bezig was en dat het beter was om andere mensen te helpen. Daarom ensceneerde hij zijn vertrek naar Afrika, nam de rol over van Quentin (die net op pensioen was) en zette zijn huis te huur. Ondertussen is Lord Listerdale verliefd geworden op mevrouw St. Vincent en de gevoelens zijn wederzijds. Daardoor kan de familie in het huis blijven wonen - zonder dit nog verder te huren - en besluit het koppel zich te verloven.

### Huize Filomeel
(originele titel: Philomel Cottage)
Alix Martin is een vrouw van rond de 35 jaar. Ze werkt als typiste aan een laag loon. Ze heeft gevoelens voor klerk Dick Windyford, wat wederzijds is. Omwille van heel wat omstandigheden zijn ze nooit echt een koppel geworden, hoewel ze van elkaar weten dat ze dat graag anders hadden gezien.
Wanneer een familielid van Alix sterft, wordt ze plots rijk. Hierdoor hoeft ze niet langer te werken, wat Dick duidelijk stoort. Niet veel later start Alix een relatie met Gerald Martin. Binnen de week zijn ze verloofd en niet veel later trouwen ze. Dick is razend en waarschuwt Alix dat ze niets af weet van haar echtgenoot.
Een maand later woont het koppel in Philomel Cottage. Alix krijgt al snel last van een wederkerende nachtmerrie: ze vindt Gerald dood op de grond, naast hem staat Dick die bekent Gerald te hebben vermoord en zij is opgelucht dat haar man dood is.
Niet veel later krijgt ze telefoon van Dick met de melding dat hij in de buurt op vakantie is en met Alix wil afspreken. Zij wijst dit verzoek af. Daarna heeft ze in de tuin een gesprek met hun tuinman George. Daar komen twee vreemde zaken aan het licht. George vermeldt dat hij via Gerald weet dat Alix de volgende dag voor ongekende tijd naar Londen vertrekt en dat het huis waarin ze wonen 2000 pond kostte. Alix heeft helemaal niet de intentie om naar Londen te gaan en zij gaf Gerald 1000 pond omdat het huis er 3000 kostte. Bij toeval vindt Alix de zakagenda van haar man met minutieuze aantekeningen. Die avond heeft hij om 21 uur een afspraak, maar verdere details ontbreken.
Alix tracht haar man hiermee te confronteren, maar hij wordt kwaad en zegt dat zij niet in zijn verleden of privéleven mag duiken en dat de afspraak enkel een herinnering is om foto's te ontwikkelen in zijn doka. De volgende dag vindt Alix in een afgesloten lade een artikel uit een Amerikaanse krant over een vermeende moordenaar, oplichter en bigamist. Op de foto herkent ze Gerald. Wanneer Gerald even later de woning betreedt, doet Alix alsof ze een bestelling plaatst bij de beenhouwer, maar in werkelijkheid licht ze Dick in.
Gerald, die eerder op de dag klaagde over de slechte koffie, vraagt Alix om mee naar de kelder te gaan. Zij tracht tijd te winnen en beweert een moordenares te zijn en veinst dat de slechte smaak aan de koffie is te wijten aan de grote hoeveelheid scopolamine die ze heeft toegevoegd. Op dat ogenblik valt de politie het huis binnen. Alix vlucht het huis uit. De politie vindt in een zetel een man waarvan men vermoedt dat hij zich letterlijk heeft doodgeschrokken door de inval.

### Het meisje in de trein
(originele titel: The girl in the train)
Omwille van zijn losbandige levensstijl wordt George Rowland door zijn rijke oom ontslagen in het familiebedrijf. George beslist op reis te gaan en vertrekt met de trein. Aan een van de haltes stormt een meisje in zijn compartiment en vraagt om haar te verbergen onder zijn stoel. Wanneer de trein vertrekt, staat aan het raam een buitenlandse man die zijn nicht opeist. Het meisje stelt zich voor als Elizabeth. Wanneer ze aan de volgende halte wil afstappen, merkt ze een bebaarde man op. Daarop geeft ze George een pakket met de boodschap om dit veilig te bewaren en de bebaarde man de bespieden. Daarna vertrekt ze. 
George volgt de bebaarde man tot in Portsmouth en neemt een kamer in hetzelfde hotel. Al snel merkt hij op dat de bebaarde man ook wordt bespied door een rosse man.  Later op de avond wordt hij aangesproken door twee andere mannen met de vraag waar de Groothertogin Anastasia van Catonia is. Een van de mannen wordt daarop agressief, maar George kan hen overmeesteren dankzij zijn kennis van Jiujitsu.
Die nacht ziet George hoe de bebaarde man in de gemeenschappelijke badkamer een verborgen item vanachter een plint haalt. Wanneer George terug in zijn kamer is, is het pakket dat Elizabeth gaf, verdwenen. Echter, na het ontbijt ligt dit terug op zijn plaats. George beslist om het pakket te openen en vindt een trouwring. Via de borstwering breekt George in de kamer van de bebaarde man. Daar wordt hij betrapt door de rosse man die zich voorstelt als medewerker van Scotland Yard. Volgens hem is de bebaarde man Mardenberg, een buitenlandse spion die in het bezit is van de beveiliging van de haven van Portsmouth dewelke achter de plint was verborgen. Hij kreeg daarbij medewerking van een jong meisje. 
Op zijn terugreis leest George in de krant over het geheime huwelijk tussen de Groothertogin van Catonia en Lord Roland Gaigh. Ook Elizabeth blijkt op de trein te zitten. Zij verklaart dat de oom van de Groothertogin tegen het huwelijk was. Er werd daarom een complot beraamd om deze oom te misleiden. Elizabeth, dochter van Lord Roland Gaigh, werd de stand-in van de groothertogin die zogezegd op de vlucht was voor haar oom. De ontmoeting tussen George en de twee mannen, dat leidde tot een vechtpartij, was niet gepland.

### Zing voor zes stuivers eens een lied
(originele titel: Sing a Song of Sixpence)
Sir Edward Palliser krijgt van Magdalen Vaughan de vraag om een onderzoek in te stellen naar de moord van haar achternicht Lily Crabtree. Lily werd drie weken eerder dood gevonden in haar woning in Chelsea. Haar schedel werd ingeslagen. Andere bewoners zijn Magdalen zelf, haar broer Matthew, neef William met zijn vrouw Emily en huishoudster Martha. De politie kan geen verdachte aanwijzen en vermoedt nu dat de moord een complot is van alle inwonenden omdat ze elk eenzelfde deel van de erfenis krijgen.
Sir Palliser reist naar Chelsea om met de anderen te praten. Op de bewuste dag had Emily tijdens het middagmaal een woordenwisseling met Lily en ging naar haar kamer. William zat op zijn kamer met zijn postzegelverzameling. Magdalen was ook boven om kleren te herstellen. Matthew weigert te spreken met Sir Edward omdat hij de zaak beu is. Martha kwam dertig jaar geleden in dienst. Zij haalt aan dat de trappen kraken telkens er iemand naar beneden of boven gaat. In het tijdsbestek van de moord heeft ze geen gekraak gehoord. Volgens haar zat Matthew in de aanpalende kamer te typen en heeft ze de machine de hele tijd gehoord. De enige mogelijkheid is dat Lily de voordeur voor iemand opende. Lily zag vanuit haar kamer op straat en kon iemand hebben binnengelaten nog voor deze aanbelde. Uit het gesprek blijkt ook dat Martha op de bewuste dag een discussie had met Lily over het huishoudgeld en dat er die dag een sixpence verdween. Sir Edward doorzoekt de tas van Martha en vindt een stukje poëzie. Dit blijkt afkomstig te zijn van een werkloze man. Uiteindelijk bekent Martha dat de werkloze man haar zoon is aan wie ze de sixpence gaf. Enige tijd later kwam hij naar de woning en vermoordde Lily. Hij is daarop gevlucht naar het buitenland.

### Edward Robinson wordt een man
(originele titel: The Manhood of Edward Robinson)
Edward Robinson, een jongeman, doet stiekem mee aan een modellenwedstrijd en wint 500 Britse pond. Hij verbergt dit voor Maud en koopt een auto waarmee hij naar Devil's Punch Bowl rijdt. 
Na een wandeling vertrekt hij opnieuw, maar komt na enkele kilometers tot de conclusie dat dit een andere, identieke wagen is met toevallig eenzelfde contactsleutel. In een handschoenkastje vindt hij een diamanten ketting en een brief betreffende een afspraak die avond om tien uur. Edward keert weer, maar hij vindt zijn eigen wagen niet waarop hij besluit naar de afspraak te rijden. Daar ontmoet hij een dame die hem aanspreekt met "Gerald". Hij verbetert dit door te zeggen dat hij "Edward" is, maar daardoor aanziet de dame hem als de broer van Gerald die ze al sinds zijn zesde niet meer heeft gezien. De dame zet zich aan het stuur en neemt Edward mee naar een gala. Onderweg vertelt ze dat zij een halsketting heeft gestolen van de rijke Agnes Larella. Op het gala verklapt de dame dat ze Lady Noreen Elliot is: een aankomende aristocratische debutante. Alle debutantes nemen deel aan een opgezette wedstrijd: het "stelen" van de halsketting van Agnes Larella om het vervolgens minstens 1 uur in het openbaar te dragen.
Even later komt Gerald aan met de wagen van Edward. Gerald rijdt naar huis, biecht aan zijn vriendin Maude op dat hij een wedstrijd won en met het geld een wagen kocht en vraagt haar ten huwelijk. Zij accepteert.

### Ongeval
(originele titel: Accident)
Oud-inspecteur Evans verblijft in een Engels dorpje. Daar ziet hij op straat plots een dame die hij kent als mevrouw Anthony. Zij werd negen jaar eerder verdacht haar man te hebben vergiftigd met arsenicum, maar werd vrijgesproken omdat ze bleef beweren dat haar man dit innam omwille van medische redenen en op een dag wellicht een overdosis nam. Na wat navraag blijkt ze nu getrouwd te zijn met dokter Merrowdene.
Evans heeft nog wat bijkomend opzoekwerk gedaan. Haar stiefvader stierf toen hij tijdens een wandeling met hun getweeën van een klif viel. Zij was toen achttien jaar en haar stiefvader verbood de relatie tussen zijn dochter en haar vriend. Daarop besluit Evans dat de vrouw wellicht twee moorden heeft gepleegd en het leven van dokter Merrowdene in gevaar is.
Evan zoekt de dokter op en verneemt dat hij net een levensverzekering heeft afgesloten die uitbetaald wordt aan zijn vrouw indien hij sterft. Daarna gaat hij naar een dorpskermis waar hij de bewuste vrouw ontmoet en haar opzettelijk aanspreekt met mevrouw Anthony. Zij nodigt hem uit voor de thee tezamen met haar man. Daar verwijt ze haar man dat hij de theekopjes soms gebruikt in zijn laboratorium en daarmee niet opgezet is omdat deze giftige restanten kunnen nalaten. Evans verdenkt de dame ervan haar man nu te vergiftigen met hem als getuige. Wanneer de dokter de kamer verlaat, staat Evans erop dat zij het kopje van haar man leegdrinkt. Zij giet de thee in de bloempot. Evans is opgelucht en waarschuwt de dame om te stoppen met te moorden. Daarop drinkt hij van zijn kopje, bibbert en sterft. 

### Jane zoekt een baan
(originele titel: Jane in Search of a Job)
De zesentwintigjarige werkloze Jane Cleveland vindt in de krant een jobaanbieding: men zoekt een vrouw van haar leeftijd, die anderen kan imiteren en Frans praat. Na enkele sollicitatierondes wordt ze uitgenodigd bij Hertog Stroptitch voor een laatste gesprek. Dat wordt afgenomen door de hertog zelf en een lelijke dame van middelbare leeftijd die zich voorstelt als prinses Poporensky. Na het gesprek, waarin Jane verklaart geen schrik te hebben van gevaar, zijn ze overtuigd dat Jane de ideale kandidate is. Daarop wordt Jane voorgesteld aan Groothertogin Pauline van Ostrava die uit haar land werd verbannen na een communistische revolutie. 
Jane lijkt als twee druppels water op de groothertogin, alleen dat Jane iets kleiner is. De groothertogin is in Groot-Brittannië voor liefdadigheidsredenen. Zo is er binnen enkele dagen een bijeenkomst van 100 vrouwen van adel die elk een van hun parels schenkt. Deze worden de volgende dag verkocht op een veiling waarvan de opbrengst naar het goede doel gaat. Het probleem is dat aanhangers van het communistische regime wellicht op zoek zijn naar de groothertogin. Daarom moet Jane de plaats van de groothertogin innemen wanneer een aanslag dreigt. Jane gaat in op het aanbod en krijgt een grote som geld. Er wordt afgesproken dat zij zich voorlopig in en rond het Blitz hotel begeeft en zich veelvuldig uitgeeft voor de Amerikaanse Miss Montresor. Verder krijgt ze een exclusieve rode jurk. Bij gevaar is het de bedoeling dat Jane en de groothertogin van kledij wisselen. Het probleem in lengte wordt ook opgelost: Jane zal eenzelfde schoen dragen, maar met hakken.
Drie dagen later opent de groothertogin de inzameling van de parels. Net voordat ze vertrekken, komt het bericht dat de communisten wellicht de groothertogin willen ontvoeren op de terugweg. Daarom wisselen de dames hun kleding in een nabijgelegen kamer. Jane draagt de kledij van de groothertogin en deze laatste de rode jurk. Daarop vertrekt Jane met prinses Poperensky. Onderweg stopt de chauffeur en richt een pistool op hen. Jane en de prinses worden gevangengenomen in een leegstaand pand. Na het eten van een bord soep verliest Jane het bewustzijn.
De volgende dag ontwaakt Jane en merkt dat ze op onverklaarbare wijze haar rode jurk draagt. Prinses Poperensky en de andere aanvallers zijn verdwenen. Verder vindt ze de krant waarin staat dat er de vorige dag een overval werd gepleegd tijdens de inzameling van 100 parels en dat deze allen werden gestolen. De overval werd gepleegd door een vrouw in rode jurk die zich uitgeeft voor de Amerikaanse Miss Montresor en in het Blitz hotel verbleef.
Buiten vindt Jane een man die eveneens bewusteloos werd geslagen. Ze wisselen hun verhalen uit. De jongeman was aanwezig op de inzameling. Hij was getuige hoe de groothertogin een kamer betrad in lage schoenen en deze even later verliet in hoge schoenen. Daar was ook een dame bij in rode jurk die bij het betreden schoenen droeg met hoge hakken en bij het verlaten niet meer. Hij vond dit verdacht en volgde de wagen van de groothertogin stiekem. Hij was getuige hoe de wagen aan dit huis stopte en even later een tweede wagen aankwam met daarin drie mannen en de dame met de rode jurk. Na dit gesprek komt plots een tweede man tevoorschijn. Hij stelt zich voor als inspecteur Farrell. Hij heeft het gesprek afgeluisterd en is van mening dat beide personen de waarheid vertellen waardoor Jane onschuldig wordt geacht.

### Een vruchtbare zondag
(originele titel: A Fruitful Sunday)
Huismeid Dorothy Pratt en haar man Edward Palgrove doen op een zondag een uitstapje met hun wagen. Onderweg kopen ze aan een fruitkraam een mand met diverse fruitsoorten. Een hele tijd later stoppen ze aan een rivier. Daar vinden ze een achtergelaten krant van die dag en vernemen zo dat een robijn van 50.000 Britse pond werd gestolen. Bij het nemen van een stuk fruit vinden ze in de mand een robijn. Edward schiet al onmiddellijk in paniek en denkt te worden gearresteerd en opgesloten te worden. Dorothy droomt over een beter leven en stelt voor het juweel via een heler te verpatsen. Edward wil daar niet van weten en kan Dorothy overhalen om hem het juweel te geven.
Na een nachtje slapen is Dorothy van mening dat ze de robijn moeten terugbezorgen aan de eigenaar. Edward leest in de krant over een promotiestunt: een fruithandelaar verkoopt fruitmanden met daarin een imitatie-juweel. Hij komt tot de conclusie dat zij in het bezit zijn van het nepjuweel en dat er toevallig ergens anders zulke robijn werd gestolen.

### Het avontuur van meneer Eastwood
(originele titel: Mr. Eastwood's Adventure)
Anthony Eastwood lijdt aan schrijversblok. Op een dag krijgt hij van een ongekende uitgever de vraag om op commissie een boek of artikel te schrijven met als werktitel "Het mysterie van de tweede komkommer", maar ook dit geeft de man geen inspiratie. Dat verandert wanneer hij enige tijd later een mysterieus telefoontje krijgt van een zekere Carmen die wil dat Anthony haar helpt in het voorkomen van een moordaanslag op haar. Zij geeft hem een adres en het codewoord "komkommer".
Anthony gaat naar het betreffende adres en komt in een tweedehandswinkel terecht. Daar laat hij uiteindelijk aan de winkelbediende het woord "komkommer" vallen. Zij stuurt hem naar boven waar een mooie, jonge vrouw van buitenlandse origine zit. Ze is blij dat Anthony is gekomen, maar vreest dat hij werd achtervolgd door Boris. 
Plots vallen twee politiemannen, Carter en Verrall, de kamer binnen en ze arresteren Anthony, waarbij ze hem "Conrad Fleckman" noemen. Hij wordt beschuldigd van de moord op Anna Rosenborg. Anthony weet al onmiddellijk dat het om een misverstand gaat en dat hij zijn onschuld kan bewijzen. Hij neemt de agenten mee naar zijn flat waar de conciërge zijn werkelijke identiteit bevestigt. Carter is nog niet overtuigd en wil de flat van Anthony doorzoeken. Terwijl hij dit doet, vertelt Verrall het verhaal van Conrad Fleckman. Dit start zo'n tien jaar eerder toen de verarmde Don Fernando een Spaanse sjaal verkocht aan Anna Rosenborg. Sindsdien blijkt Anna plots veel geld te hebben. Daarbij komt dat Fernando werd vermoord en er sindsdien 8 inbraakpogingen bij Anna zijn vastgesteld. Vorige week werd Anna bedreigd door Carmen Ferrarez, de dochter van Fernando. Nu is Anna vermoord en in het appartement van Carmen vond men een notitieboekje met de naam Conrad Fleckman waarbij Anna's lijk ook nog eens werd gevonden in diens huis. Daarop klopt iemand aan de deur die op zoek is naar Verrall. Terwijl Verrall met die man in gesprek is, denkt Anthony nog even na over het verhaal. Dan komt hij tot het besef dat de agenten verdwenen zijn. Hij merkt op dat zijn dure emaillenbeelden zijn gestolen. Hij meldt dit aan de politie die van mening zijn dat hij in de val werd gelokt door de Patterson-bende. Zij zetten een uitvoerige hoax op om hun slachtoffers te misleiden. Terwijl de ene fantastische verhalen vertelt, rooft de andere het huis leeg. Anthony is uiteraard pissig, maar door dit incident heeft hij terug inspiratie. Hij heeft een nieuwe titel voor zijn boek: "Het Mysterie van de Spaanse Sjaal".

### De gouden bal
(originele titel: The Golden Ball)
George Dundas wordt door zijn oom ontslagen omdat hij te veel afwezig is en daardoor "de gouden bal van opportuniteiten" mist. Wanneer hij op een dag in het centrum van Londen wandelt, krijgt hij een lift van de adellijke Mary Montresor die haar dure wagen nogal roekeloos bestuurt.  George doet haar in een onbezonnen moment een huwelijksaanzoek dat zij accepteert, hoewel ze reeds verloofd is met de Hertog van Edgehill. Daarop vragen ze zich af waar ze zouden gaan wonen.  Mary stopt met haar wagen aan een huis aan de voet van een heuvel. Ze spreekt met George af dat, als iemand hen aanspreekt, ze denken dat het huis van "Mevrouw Pardonstenger" is. Wanneer ze door een van de ramen gluren, worden ze betrapt door de butler. Hij laat hen in het huis waar ze een andere man en vrouw ontmoeten. Plots richt de man een revolver op George en Mary en beveelt hen naar boven te gaan. Boven aan de trap neemt George plots actie en slaat de man buiten bewustzijn. George wil de man vastbinden, maar Mary smeekt hem het huis te verlaten. Daarbij neemt George het wapen mee. In de wagen ontdekt hij dat het wapen niet geladen is. Mary biecht op dat het huis haar eigendom is en voorgaand incident opgezet spel was. De man en vrouw in het huis zijn acteurs door haar ingehuurd. Ze is niet verloofd met de Hertog, maar op zoek naar een man die haar bij gevaar kan redden. George is de enige die daar tot nu toe is in geslaagd. Aangezien zijn eerdere huwelijksaanzoek en het feit dat hij in de test is geslaagd, wil Mary met hem trouwen. De enige voorwaarde is dat hij het huwelijksaanzoek opnieuw moet doen, maar dan gehurkt. George wil dat niet omdat hij dit vernederend vindt. Wanneer ze terug in Londen zijn, glijdt George bij het uitstappen uit op een bananenschil en belandt gehurkt voor Mary. Hij gaat naar zijn oom met het nieuws dat hij gaat trouwen met de adellijke Mary en zodoende toch een gouden bal heeft bemachtigd.

### De smaragd van de Radja
(originele titel: The Rajah's Emerald)
James Bond is op reis met Grace, maar beslissen om niet in hetzelfde hotel te verblijven. James boekt een kamer in een goedkoop pension terwijl Grace in het luxueuze Esplanade Hotel verblijft. In dat hotel ontmoet ze kennissen: Claud Sopworth en zijn drie zussen. Claud stelt voor dat ze met z'n allen gaan zwemmen. De gasten van het hotel kunnen zich omkleden in kleedhokjes van het hotel, maar James dient de openbare kleedhokjes te gebruiken. Omdat er daar lange wachtrijen zijn, besluit hij om toch stiekem een privéhutje van een nabijgelegen villa te gebruiken en daar zijn kleren tijdelijk te verbergen. 
Na het zwemmen gaat hij terug naar het hutje en kleedt zich om. Hij beslist om niet met de anderen te eten aangezien zij hem uitlachten met zijn kledij en het feit dat hij slechts in een goedkoop pension verblijft. Tijdens zijn avondeten vindt hij in zijn broekzak een grote smaragd. In de krant las hij eerder dat de Radja van Maraputna momenteel in dit stadje is en verblijft bij Lord Campion. Daarop concludeert hij dat hij de broek van de Radja draagt en besluit om deze terug om te wisselen. Bij het verlaten van het restaurant is er al een nieuwsbericht over de diefstal van dit juweel. 
Wanneer hij terug aan de hut is, wordt hij gearresteerd door inspecteur Merrilees van Scotland Yard. James zegt dat het juweel in zijn pensionkamer ligt. Tijdens de wandeling naar het pension komen ze voorbij een politiepatrouille. James roept hen bij zich met de melding dat hij zonet werd gezakkenrolt door Merrilees. De politie vindt bij hem inderdaad het juweel, niet wetende dat James het net voordien stiekem in diens vestzak had gestoken. Merrilees gaat in tegenaanval en beweert dat hij in de val wordt gelokt. 
Lord Campion wordt erbij geroepen en hij getuigt dat Merrilees wellicht de dader is die hij aan het hutje had gezien. James had opgemerkt dat Merrilees een valse badge toonde en wist daardoor dat hij niet voor Scotland Yard werkte. Lord Campion nodigt James uit voor een bezoek bij de Radja. Later vertelt hij aan Grace en haar hoogverwaande vrienden over dit incident en het feit dat de Radja gelijkaardige kledij draagt als hem.

### Zwanenzang
(originele titel: Swan Song)
De temperamentvolle Russische sopraan Madame Paula Nazorkoffis is in Londen. Haar manager, meneer Cowan, heeft voor haar enkele zaken geregeld. Zo zal ze vijf afspraken hebben in Covent Garden, een afspraak in Albert Hall en zal ze de hoofdrol zingen in de opera Madame Butterfly in het privétheater van Lord en Lady Rustonbury in het bijzijn van enkele adelen. Madame Nazorkoff las niet veel eerder in een magazine over de familie Rustonbury. Daarop eist ze dat niet Madame Butterfly, maar wel Tosca moet worden opgevoerd.  
Op de dag van opvoering wordt Signor Roscari, die de rol van Scarpio speelt, onwel. Daarom vraagt mevrouw Rustonbury aan Edouard Bréon, een Franse bariton die even verderop woont, of hij de rol wil overnemen waarin hij toestemt.  Edouard heeft Tosca al meermaals opgevoerd en volgens hem was de beste vertoning zo'n twintig jaar eerder. In die opvoering zong de naïeve Bianca Capelli. Zij was verliefd met een man die banden had met de Camorra en ter dood werd veroordeeld. Bianca vroeg Bréon zijn hulp om die man te helpen, maar hij weigerde. Na zijn executie ging Bianca in het klooster.
Op het einde van de tweede akte steekt het personage Tosca Scarpia neer. Na het vallen van het doek blijkt dat Paula Edouard werkelijk heeft neergestoken. De dochter van lord Rustonbury merkt op dat Paula wellicht geen Russische is, maar wel Bianca Capelli. Zij heeft wraak genomen op de man die haar grote liefde niet heeft gered, waardoor het verhaal van Tosca werkelijkheid werd. 

## Verhalen in Nederlandse bundels
In de Nederlandse versie van Het Listerdale mysterie zijn acht van de twaalf verhalen opgenomen. Het negende verhaal dat is opgenomen, was weggelaten in Avontuur met een kerstpudding (1961). Huize Filomeel ('Philomel Cottage') en Ongeluk ('Accident') zijn toegevoegd aan de bundel Getuige à charge, Jane zoekt een baan ('Jane in Search of a Job') in de gelijknamige bundel, en Een vruchtbare zondag ('A Fruitful Sunday') kreeg een plaats in De muizeval en andere verhalen. 
| Engelse Titel                    | Nederlandse titel                    | Afkomstig uit de bundel                |
| -------------------------------- | ------------------------------------ | -------------------------------------- |
| The Listerdale Mystery           | Het Listerdale mysterie              |                                        |
| The Girl in the Train            | Het meisje in de trein               |                                        |
| Sing a Song of Sixpence          | Zing voor zes stuivers eens een lied |                                        |
| The Manhood of Edward Robinson   | Edward Robinson wordt een man        |                                        |
| Mr. Eastwood's Adventure         | Het avontuur van meneer Eastwood     |                                        |
| The Golden Ball                  | De gouden bal                        |                                        |
| The Rajah's Emerald              | De smaragd van de Radja              |                                        |
| Swan Song                        | Zwanezang                            |                                        |
| The Mystery of the Spanish Chest | Het mysterie van de Spaanse kist     | The Adventure of the Christmas Pudding |

## Adaptaties
- Philomel Cottage werd door Frank Vosper herschreven naar een toneelversie onder de titel Love from a Stranger. De première was in 1936 in West End Theatre. Verder werd er in 1937 en 1947 een bioscoopfilm gemaakt. Er verschenen ook twee televisiefilms en dit in 1937 en 1947.
- The Girl in the Train, Jane in Search of a Job en The Manhood of Edward Robinson werden in 1982 verfilmd door Thames Television voor de serie The Agatha Christie Hour